# Liste der Monuments historiques in Plombières-les-Bains
Die Liste der Monuments historiques in Plombières-les-Bains führt die Monuments historiques in der französischen Gemeinde Plombières-les-Bains auf.

## Liste der Immobilien
| Bezeichnung                          | Beschreibung | Standort                                       | Kennzeichnung | Schutzstatus | Datum | Bild           |
| ------------------------------------ | --- | ---------------------------------------------- | ------------- | ------------ | ----- | -------------- |
| Maison des Arcades                   | 1761/62 erbaut | 14, 16 rue Stanislas (Lage)                    | PA00107223    | Inscrit      | 1927  |                |
| Bain Romain                          | gallorömische Badeanlage, 1837 durch François Grillot und erneut von 1936 bis 1938 durch Robert Danis vollständig umgebaut; im Vestibül vier gallorömische Stufen erhalten; Mosaiken und Ausmalung von Robert und Franck Danis | Place des Bains-Romains (Lage)                 | PA88000029    | Inscrit      | 2001  | weitere Bilder |
| Bain Tempéré                         | 1772 erbaut, Entwurf Jean-Louis Deklier-Dellile; 1832 durch François Grillot und erneut 1932 durch Robert Danis umgebaut | Rue Liétard, rue des Sybilles (Lage)           | PA88000030    | Inscrit      | 2001  | weitere Bilder |
| Kirche St-Amé                        | 1859/60 erbaut, Entwurf Léon Charles Grillot | Rue Grillot (Lage)                             | PA00135423    | Inscrit      | 1995  | weitere Bilder |
| Bain Montaigne                       | seit 1821 belegt; 1843/44 durch François Grillot umgebaut | Rue Stanislas (Lage)                           | PA88000027    | Inscrit      | 2001  | weitere Bilder |
| Piscine Jutier                       | unterirdisch erhaltene Reste einer gallorömischen Badeanlage | Rue Stanislas (Lage)                           | PA00107220    | Classé       | 1980  |                |
| Source du Crucifix                   | Brunnenanlage, 1762 errichtet; steinernes Kruzifix von 1634 | 14 rue Stanislas (Lage)                        | PA00107221    | Inscrit      | 1926  |                |
| Thermes Napoléon und Grand Hôtel     | dreiflügelige Anlage aus zentralem Thermengebäude und zwei Hotelgebäuden, verbunden durch Galerien; 1858 erbaut, Entwurf Charles Isabelle unter Mitarbeit von Léon Charles Grillot, 1932/33 durch Robert Danis renoviert       | Avenue des Etats-Unis (Lage)                   | PA88000031    | Inscrit      | 2001  | weitere Bilder |
| Bain Stanislas                       | von 1733 bis 1736 erbaut, innen mehrfach umgestaltet | Rue Stanislas (Lage)                           | PA00107222    | Inscrit      | 2001  | weitere Bilder |
| Pavillon des Princes                 | 1820 erbaut | 1 passage des Capucins (Lage)                  | PA00107224    | Inscrit      | 1930  |                |
| Forge de Ruaux                       | historische Schmiede, heute ruinös | Ruaux, westlich des Ortes an de Sémouse (Lage) | PA00107343    | Inscrit      | 1991  |                |
| Denkmal für den Maler Louis Français | Anfang des 20. Jahrhunderts errichtet, Bildhauer Émile Peynot | Square Louis-Français (Lage)                   | PA88000026    | Inscrit      | 2001  | weitere Bilder |
| Hospitalkapelle                      | Gebäude 1858 erbaut; Innenausstattung von Franck Danis und Gentil & Bourdet, 1936 | 2–6 rue Grillot (Lage)                         | PA88000023    | Inscrit      | 2001  |                |
| Bain des Capucins                    | im 18. Jahrhundert erbaut, 1932 von Robert Danis umgestaltet; Mosaiken von Gentil & Bourdet | Rue Liétard, rue des Sybilles (Lage)           | PA88000025    | Inscrit      | 2001  |                |
| Bain National                        | 1812 erbaut, Entwurf Nicolas Grillot, im 19. Jahrhundert mehrfach erweitert, von 1932 bis 1935 durch Robert Danis umgebaut | Rue Liétard (Lage)                             | PA88000028    | Inscrit      | 2001  | weitere Bilder |

## Liste der Objekte
| Bezeichnung                                  | Beschreibung                                                                | Standort                        | Kennzeichnung | Schutzstatus | Datum     | Bild           |
| -------------------------------------------- | --------------------------------------------------------------------------- | ------------------------------- | ------------- | ------------ | --------- | -------------- |
| Gemälde Porträt von Mutter Merdier           | Ölfarbe auf Leinwand, 1854                                                  | im ehemaligen Hospital (Lage)   | PM88001671    | Inscrit      | 2000      |                |
| Gemälde Abendmahl                            | Ölfarbe auf Leinwand, 18. Jahrhundert                                       | im ehemaligen Hospital (Lage)   | PM88001890    | Inscrit      | 2000      |                |
| Hauptaltar                                   | mit Tabernakel; Stein, 1863                                                 | in der Kirche St-Amé (Lage)     | PM88000671    | Classé       | 1982      |                |
| Zwei Beichtstühle                            | Holz, nach 1870                                                             | in der Kirche St-Amé (Lage)     | PM88000678    | Classé       | 1982      |                |
| Ewiges Licht                                 | Bronze, vergoldet, zweite Hälfte des 19. Jahrhunderts                       | in der Kirche St-Amé (Lage)     | PM88000673    | Classé       | 1982      |                |
| Orgel                                        | Ensemble aus PM88000682 und PM88000677                                      | in der Kirche St-Amé (Lage)     | PM88001155    | Classé       | 1982 1984 |                |
| Orgelempore und -prospekt                    | 1883 gebaut                                                                 | in der Kirche St-Amé (Lage)     | PM88000677    | Classé       | 1982      |                |
| Instrumentalteil der Orgel                   | 1883 von Jaquot-Jeanpierre gebaut                                           | in der Kirche St-Amé (Lage)     | PM88000682    | Classé       | 1984      |                |
| Zwei Kronleuchter                            | Glas, um 1925                                                               | im ehemaligen Hospital (Lage)   | PM88001675    | Inscrit      | 2006      |                |
| Gemälde Porträt einer Nonne                  | Ölfarbe auf Leinwand, Anfang des 19. Jahrhunderts                           | im ehemaligen Hospital (Lage)   | PM88001672    | Inscrit      | 2000      |                |
| Gemälde Mariä Verkündigung                   | Ölfarbe auf Leinwand, 18. Jahrhundert                                       | im ehemaligen Hospital (Lage)   | PM88001673    | Inscrit      | 2000      |                |
| Zwei Hostieneisen                            | Gusseisen, um 1500                                                          | im ehemaligen Hospital (Lage)   | PM88001201    | Classé       | 2010      |                |
| Mörser                                       | Bronze, 1741                                                                | im ehemaligen Hospital (Lage)   | PM88000665    | Classé       | 1923      |                |
| Gemälde Porträt von Stanislaus Leszczyński   | Ölfarbe auf Leinwand, Holzrahmen, 18. Jahrhundert                           | im Hôtel de Ville (Lage)        | PM88000668    | Classé       | 1967      |                |
| Gemälde Porträt von Napoleon III.            | Ölfarbe auf Leinwand, Holzrahmen, 1857; Kopie nach Franz Xaver Winterhalter | im Hôtel de Ville (Lage)        | PM88000669    | Classé       | 1967      |                |
| Sechs Altarleuchter                          | Kupfer, um 1863                                                             | in der Kirche St-Amé (Lage)     | PM88000672    | Classé       | 1982      |                |
| Zwei Seitenaltäre                            | Marmor, 1864                                                                | in der Kirche St-Amé (Lage)     | PM88000675    | Classé       | 1982      |                |
| Kanzel                                       | mit Skulpturen der Evangelisten; Stein, Holz, farbig gefasst, 1863 und 1877 | in der Kirche St-Amé (Lage)     | PM88000676    | Classé       | 1982      | weitere Bilder |
| Zwei Beichtstühle                            | Holz, 1900 von Théophile Klem                                               | in der Kirche St-Amé (Lage)     | PM88000679    | Classé       | 1982      |                |
| Skulptur Heiliger Nikolaus                   | Holz, farbig gefasst, 18. Jahrhundert                                       | in der Kirche St-Amé (Lage)     | PM88000662    | Classé       | 1967      |                |
| Skulptur Heilige Barbara                     | Stein, 18. Jahrhundert                                                      | in der Kapelle St-Joseph (Lage) | PM88000663    | Classé       | 1968      |                |
| 23 Arzneigefäße                              | Fayence, 18. Jahrhundert                                                    | im ehemaligen Hospital (Lage)   | PM88000664    | Classé       | 1923      |                |
| Skulptur Madonna mit Kind und Vogel          | Holz, farbig gefasst, 15. Jahrhundert                                       | im ehemaligen Hospital (Lage)   | PM88000666    | Classé       | 1960      |                |
| Gemälde Porträt von Eugénie de Montijo       | Ölfarbe auf Leinwand,1857; nach Franz Xaver Winterhalter                    | im Hôtel de Ville (Lage)        | PM88000670    | Classé       | 1967      |                |
| Reliquiar des heiligen Amatus von Remiremont | Bronze, vergoldet, Ende des 19. Jahrhunderts                                | in der Kirche St-Amé (Lage)     | PM88000681    | Classé       | 1982      |                |
| Glocke                                       | Bronze, 1766 gegossen; aus der Abtei Remiremont                             | in der Kirche St-Amé (Lage)     | PM88000830    | Classé       | 1922      |                |
| Skulptur Madonna mit Kind und Vogel          | Stein, 15. Jahrhundert                                                      | in der Kirche St-Amé (Lage)     | PM88000659    | Classé       | 1956      |                |
| Kelch und Patene                             | Silber, vergoldet, 1857                                                     | in der Kirche St-Amé (Lage)     | PM88000660    | Classé       | 1966      |                |
| Kelch und Patene                             | Silber, vergoldet, 1805                                                     | in der Kirche St-Amé (Lage)     | PM88000661    | Classé       | 1966      |                |
| Gemälde Porträt von Stanislaus Leszczyński   | Ölfarbe auf Leinwand, vergoldeter Holzrahmen, um 1740                       | im ehemaligen Hospital (Lage)   | PM88000667    | Classé       | 1960      |                |
| Chorgestühl und Wandvertäfelung              | Holz, 1877                                                                  | in der Kirche St-Amé (Lage)     | PM88000674    | Classé       | 1982      |                |
| Gitter und Weihwasserbecken                  | Gusseisen, Stein, zweite Hälfte des 19. Jahrhunderts                        | in der Kirche St-Amé (Lage)     | PM88000680    | Classé       | 1982      |                |
| Gemälde Abendmahl                            | Ölfarbe auf Leinwand, 18. Jahrhundert; im Museum ausgestellt                | im ehemaligen Hospital (Lage)   | PM88001677    | Inscrit      | 2000      |                |
| Krankentragestuhl                            | Holz, Mitte des 19. Jahrhunderts                                            | im ehemaligen Hospital (Lage)   | PM88001676    | Inscrit      | 2006      |                |